# In Heat (The Romantics)
In Heat è il quarto album in studio del gruppo musicale statunitense The Romantics, pubblicato dall'etichetta discografica Nemperor nel settembre 1983.
L'album è prodotto da Peter Solley, che ha partecipato alla composizione del brano Talking in Your Sleep insieme ai membri del gruppo, che firmano altri 7 brani. Il lavoro contiene anche Shake a Tail Feather, una cover della canzone pubblicata per la prima volta nel 1963.
Dal disco vengono tratti i singoli Talking in Your Sleep, Rock You Up e, l'anno seguente, One in a Million.

## Tracce

### Lato A
1. Rock You Up – 3:34
2. Do Me Anyway You Wanna – 3:19
3. Got Me Where You Want Me – 3:02
4. One in a Million – 3:40
5. Open up Your Door – 3:57

### Lato B
1. Talking in Your Sleep – 3:54
2. Love Me to the Max – 3:06
3. Diggin' on You – 2:58
4. I'm Hip – 2:40
5. Shake a Tail Feather – 3:28